# The Herbaliser
The Herbaliser – duet jazzowy i hip-hopowy, który tworzą Jake Wherry i Ollie Teeba. Obaj pochodzą z Londynu. Od początku kariery byli związani z brytyjską wytwórnią Ninja Tune. Począwszy od albumu Same as It Never Was nawiązali współpracę z niemiecką wytwórnią !K7 Records.

## Dyskografia

### Albumy studyjne
Jako Herbaliser:
- Remedies (1995, Ninja Tune)
- Blow Your Headphones (1997, Ninja Tune)
- Very Mercenary (1999, Ninja Tune)
- Something Wicked This Way Comes (2002, Ninja Tune)
- Take London (2005, Ninja Tune)
- Same as It Never Was (2008, !K7 Records)
- There Were Seven (2012, Department H)
- Bring Out the Sound (2018, BBE Records)

Jako Herbaliser Band:
- Session One (2000, Department H.)
- Session 2 (2009, !K7 Records)

### Kompilacje
- Herbal Blend (2003, Ninja Tune)
- FabricLive.26 (2006, Fabric)
- Herbal Tonic (2010, Ninja Tune)

### EP
- The Real Killer/Blow It EP (1995)
- Repetitive Loop/Scratchy Noise EP (1995)
- The Flawed Hip-Hop EP (1996)
- New & Improved/Control Centre (1997)
- The Blend EP (1997)
- Wall Crawling Giant Insect Breaks EP (1998)
- Road Of Many Signs/Moon Sequence EP (1999)
- Missing Suitcase EP (1999)
- 8 Point Agenda/Who's Really The Reallest? EP (1999)
- Good Girl Gone Bad EP (1999)
- Time 2 Build EP (1999)